# Чала Муана
Элизабет Чала Муана Муидикай (фр. Élisabeth Tshala Muana Muidikay), более известная как Чала Муана (фр. Tshala Muana, 13 марта 1958, Элизабетвиль — 10 декабря 2022, Киншаса) — певица и танцовщица из Демократической Республики Конго. Считается «Королевой Мутуаши», традиционной танцевальной музыки из её родного региона Касаи, её часто называют «Национальной Маму».
Муана начала свою карьеру артиста в качестве танцовщицы музыкальной группы Tsheke Tsheke Love в 1977 году, прежде чем заняться пением. Она известна несколькими песнями, одна из популярных — «Karibu Yangu». Она много гастролировала за границей, получила несколько наград на национальной, континентальной и мировой сцене и записала более 20 альбомов. Её музыка появилась в саундтреке к популярным конголезским музыкальным фильмам La Vie est Belle и Aya of Yop City.

## Биография
Чала Муана родилась 13 мая 1958 года в Лубумбаши, тогда входившем в состав Бельгийского Конго, ныне Демократической Республики Конго. Она была второй из десяти детей солдата Амадея Муидикайи и домохозяйки Альфонсин Бамбива Тумба.
В 1964 году, когда Муане Муидикай было 6 лет, её отец был убит в Ваче во время кризиса в Конго. Её воспитывала мать, которая умерла в 2005 году.
Она никогда не была замужем, её компаньоном был её продюсер Клод Машала.
Ходили слухи, что в июне 2020 года Чала Муана умерла, но на самом деле она лишь была госпитализирована после перенесённого инсульта.
В ноябре 2020 года Муана была арестована Национальным разведывательным управлением (ANR), как сообщается, за её песню Ingratitude («Неблагодарность»), которая была широко распространена в социальных сетях. Текст песни сосредоточен вокруг ученика, который не сдаёт экзамены, и чей учитель, тем не менее, позволяет ему перейти в следующий класс. После получения образования ученик поворачивается против своего учителя. Песня была истолкована многими как завуалированная критика отношения президента Феликса Чисекеди к его бывшему наставнику и предшественнику, президенту Жозефу Кабиле. Певица была публичной сторонницей бывшего президента Жозефа Кабилы и его партии, Народной партии реконструкции и демократии.
10 декабря 2022 года Чала Муана умерла в Киншасе в возрасте 64 лет.